# Johan Gerdesköld
Johan Gerdesköld, före adlandet 1743 Gerdes, född 17 mars 1698 i Uppsala, död 15 juni 1768 i Stockholm, var en svensk friherre, hovrättspresident och justitiekansler.

## Biografi
Johan Gerdesköld var son till Johan Gerdes (död 1713), stadssekreterare i Uppsala, och dennes hustru Helena Lohrman (1680–1737). Han blev student vid Uppsala universitet 1715 och antogs som auskultant i Svea hovrätt 1719. Han blev e.o. notarie i hovrätten samma år, notarie vid Kriminalprotokollet 1721 och e. fiskal samma år. Gerdes utsågs till vice häradshövding i Närke 1724 och till vice advokatfiskal i Svea hovrätt 1728 samt pronotarie 1732, advokatfiskal 1733 och assessor 1739.
Gerdesköld gifte sig 1737 med Anna Maria Wattrang (1719–1751). I äktenskapet föddes fyra döttrar, varav en gifte sig med underståthållaren Axel Axelsson (adlad von Axelson). Ätten Gerdesköld bodde på Sollentunaholms säteri invid Norrviken. Johan Gerdesköld begravdes i Sollentuna kyrka.
Gerdesköld adlades 19 september 1743 och introducerades på Riddarhuset 1746 under namnet Gerdesköld med nummer 1887. Han utsågs 1747 till hovrättsråd och senare samma år till revisionssekreterare. Gerdesköld blev justitiekansler 1750 och president i Svea hovrätt 1753. Han tilldelades 1751 Nordstjärneorden och upphöjdes 1760 i friherrligt stånd med nummer 242. Gerdesköld slöt själv ätten.